# Olewin (Łódź)
Pour les articles homonymes, voir Olewin.
Olewin est une localité polonaise de la gmina et du powiat de Wieluń en voïvodie de Łódź.